# Alexandre Duval
Pour les articles homonymes, voir Duval, Alexandre Duval (homme politique) et Alexandre Duval (restaurateur).
Alexandre-Vincent Pineux, dit Alexandre Duval, est un dramaturge, librettiste et acteur français né à Rennes le 6 avril 1767 et mort à Paris le 9 janvier 1842. Il est le frère de l'historien Amaury Duval et l’oncle du peintre Amaury-Duval.
Son nom d'emprunt, Duval, était celui d'un domaine proche de Rennes qui appartenait à sa famille.

## Biographie

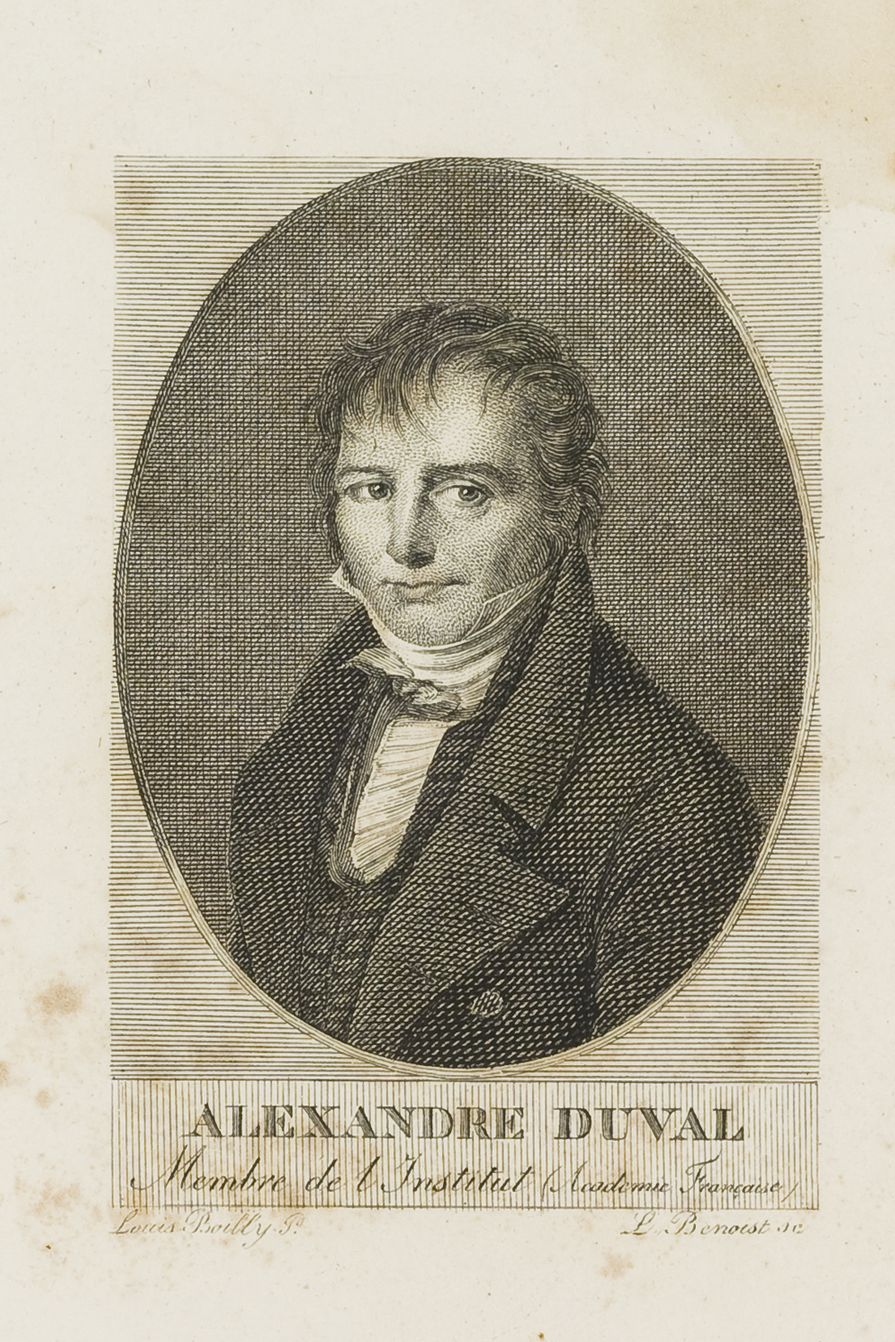
Alexandre Duval

À 14 ans, il arrêta ses études pour s'enrôler comme volontaire dans la marine royale française et il resta dix-huit mois en Amérique, où il servit sous les ordres de l'amiral de Grasse et du lieutenant général La Motte-Picquet. Il fut ensuite élève-ingénieur des Ponts et Chaussées et eut divers emplois en tant qu'architecte. Il fut successivement buraliste, marin, militaire, ingénieur, puis dessinateur. En effet, la Révolution vint bouleverser sa vie et il commença par vendre des portraits des membres de la nouvelle Assemblée nationale constituante. Face à la concurrence, il dut renoncer et en profita pour se tourner vers le théâtre, qui était depuis longtemps sa seule passion.
Il avait commencé à rédiger des pièces qu'il ne parvenait pas à faire jouer. Sa carrière au théâtre débuta en 1790 par des rôles d'acteurs, aux Variétés-Amusantes, au Palais-Royal puis, dès novembre 1791, à la Comédie-Française, dont il devint sociétaire en 1799.
Mais rapidement, las de son métier d'acteur, il se consacra à l'écriture de pièces, dont il fit représenter soit seul, soit avec Louis-Benoît Picard ou avec d'autres, une soixantaine, la plupart à la Comédie-Française ou à l'Opéra-Comique. Parfois décrit comme un auteur sans grand talent, Duval ne se préoccupait guère de son style et écrivait en un jet sans se relire, mais cherchait avant tout à plaire à un large public par les situations variées et la construction ingénieuse de l'intrigue ses ouvrages.
Il devint directeur du théâtre Louvois puis de l'Odéon en 1807, anima un moment ce théâtre par ses propres compositions. Il fut élu membre de l'Académie française en 1812. Il fut aussi nommé administrateur de la Bibliothèque de l'Arsenal en 1831.
Vers 1840, devenu presque aveugle, il cessa toute activité. Pierre-Simon Ballanche, qui lui succéda à l'Académie française, a fait son Éloge dans son discours de réception.
Ses deux filles, Jenny-Malvina qui épousera l'architecte François Mazois, et Adèle qui épousera l'officier d'état-major Clément, furent portraiturées par Jacques-Augustin-Catherine Pajou en 1814 (musée du Louvre).
Il est inhumé au cimetière du Montparnasse, en bordure de la 9e division.

## Polémiques

### Accusations d'antipatriotisme
En 1793, le comité de salut public décrète la fermeture de ce qui s'appelle alors le Théâtre-Français (désormais Théâtre de l'Odéon, accueillant la troupe de la Comédie Française, dont Alexandre Duval fait partie depuis 1791), et l'arrestation des acteurs pour avoir joué Pamela, une pièce de François-Alexandre de La Chenaye-Aubert considérée comme antipatriotique par le comité. Alexandre Duval fut emprisonné au Couvent des Madelonnettes et relâché quatre mois plus tard.
Comme auteur de théâtre, il rencontra son premier succès en 1802, avec la pièce Edouard en Ecosse. Cependant, la pièce passa pour royaliste et Alexandre Duval dût s'exiler pour quelques mois.

### Accusation de plagiat
En 1813, dans les Fragments philosophiques et littéraires, l'écrivaine Fanny Raoul accusa Alexandre Duval de plagiat. L'autrice affirma avoir confié une pièce de théâtre intitulée Tyrannomanie à une personne proche d'Alexandre Duval, et avoir par la suite reconnu le plan de son œuvre dans Le tyran domestique de Duval. Elle publia une notice comparative tandis qu'Alexandre Duval nia les faits, qui furent très commentés par les journaux de l'époque.

### Opposition à Victor Hugo
Alexandre Duval s'opposa farouchement au mouvement romantique en général, et à Victor Hugo en particulier. En 1833, Duval lui destina une lettre de 47 pages dans laquelle il écrivit : « Je vous accuse donc, Monsieur, d'avoir, par des doctrines perverses et des moyens que vous seul savez employer, perdu l'art dramatique et ruiné le théâtre français. ». Il reprochait à Victor Hugo de remettre en question les auteurs classiques et leur légitimité, et notamment d'avoir écrit des « diatribes amères » contre Racine, Voltaire et Boileau.
Victor Hugo sera finalement élu à l'Académie Française en 1841 après plusieurs candidatures refusées. Alexandre Duval, qui faisait alors partie de ses opposants, prétexta lui avoir refusé sa voix parce qu'une pièce intitulée Robert Macaire lui avait déplu. Victor Hugo n'en était pas l'auteur, mais Duval affirma que sans l'influence de l'école romantique, cette pièce n'aurait jamais vu le jour.

## Œuvres
- Les Suspects, 1795.

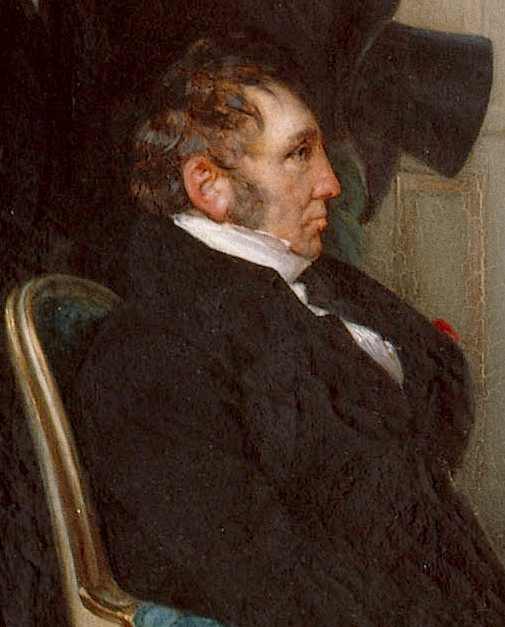
Alexandre Duval, représenté sur le tableau Andrieux faisant une lecture dans le foyer à la Comédie Française en 1828, François-Joseph Heim, 1847.

- La Manie d'être quelque chose, 1795.
- Le Défenseur officieux, 1795.
- Le Souper imprévu ou le Chanoine de Milan, 1796.
- La Jeunesse de Richelieu, 1796.
- Les Héritiers ou le Naufrage, comédie en 1 acte et en prose, représentée pour la première fois le 27 novembre 1796.
- Les Projets de mariage, ou Les deux militaires, comédie en 1 acte et en prose, 1798.
- Maison à vendre, 1800.
- Édouard en Écosse, 1801, en 3 actes et en prose.
- Guillaume le Conquérant, 1803.
- Shakespeare amoureux : ou la piece a l'etude, comédie en un acte et en prose[8].
- Le Menuisier de Livonie, 1805.
- Le Tyran domestique, en 5 actes et en vers, 1805.
- La Jeunesse d'Henri V, en 3 actes, 1806.
- Le Faux Stanislas, 1809.
- Le Chevalier d'industrie en 5 actes et en vers, 1809.
- Le Retour d'un croisé, parodie des mélodrames alors en vogue, 1810.
- La Manie des grandeurs, en 5 actes et en vers, 1817.
- La Fille d'honneur, en 5 actes et en vers, 1819.

Ouvrages lyriques
- Le Prisonnier ou La Ressemblance, musique de Domenico Della-Maria, créé le 10 pluviôse an VI, 29 janvier 1798, Opéra-Comique (salle Favart).
- Le Vieux Château, musique de Domenico Della-Maria, créé le 25 ventôse an VI, 15 mars 1798), théâtre Feydeau.
- L'Oncle valet, musique de Domenico Della-Maria, créé le 18 frimaire an VII (8 décembre 1798), Opéra-Comique (salle Favart).
- La Maison du Marais ou Trois ans d'absence, musique de Domenico Della-Maria, créé le 17 brumaire an VIII (8 novembre 1799), Opéra-Comique (salle Favart).
- Le Trente et Quarante ou Le Portrait, musique d'Angelo Tarchi, créé le 29 floréal an VIII, 19 mai 1800), Opéra-Comique (salle Favart).
- Maison à vendre, musique de Nicolas Dalayrac, créé le 1er brumaire an IX (23 octobre 1800), Opéra-Comique (salle Favart).
- La Méprise volontaire ou La Double Leçon, musique de Mlle Le Sénéchal de Kercado, créé le 5 messidor an XII (28 juin 1805), Opéra-Comique (salle Favart).
- Joseph et ses frères, opéra biblique en trois actes, musique d'Étienne-Nicolas Méhul, créé le 17 février 1807, Opéra-Comique (théâtre Feydeau).

Ses Œuvres ont été réunies par lui-même en 9 volumes (1812-1825).

## Théâtre (comédien)
- 1792 : Iphigénie de Jean Racine, Comédie-Française : Eurybate.
- 1792 : Le Vieux célibataire de Jean-François Collin d'Harleville, Comédie-Française : un cousin.
- 1792 : Britannicus de Jean Racine, Comédie-Française : Narcisse.
- 1799 : Épicharis et Néron de Gabriel-Marie Legouvé, Comédie-Française : Proculus.
- 1799 : Mathilde de Jacques-Marie Boutet de Monvel, Comédie-Française : Hermann.
- 1799 : Blanche et Montcassin d'Antoine-Vincent Arnault, Comédie-Française : le prêtre.
- 1799 : Agamemnon de Népomucène Lemercier, Comédie-Française : Strophus.
- 1799 : Iphigénie de Jean Racine, Comédie-Française : Ulysse.
- 1800 : La Femme jalouse de Desforges, Comédie-Française : Gervais.
- 1800 : René Descartes de Jean-Nicolas Bouilly, Comédie-Française : Amintus.
- 1800 : Oscar fils d’Ossian d'Antoine-Vincent Arnault, Comédie-Française : Carril.
- 1800 : Pinto ou la Journée d'une conspiration de Népomucène Lemercier : Francisque.
- 1800 : Othello ou le Maure de Venise de Jean-François Ducis d'après William Shakespeare, Comédie-Française : Pézarre.
- 1801 : Andromaque de Jean Racine, Comédie-Française : Phoenix.
- 1801 : Mithridate de Jean Racine, Comédie-Française : Arbate.
- 1802 : Phèdre de Jean Racine, Comédie-Française : Théramène.